# Racek 3

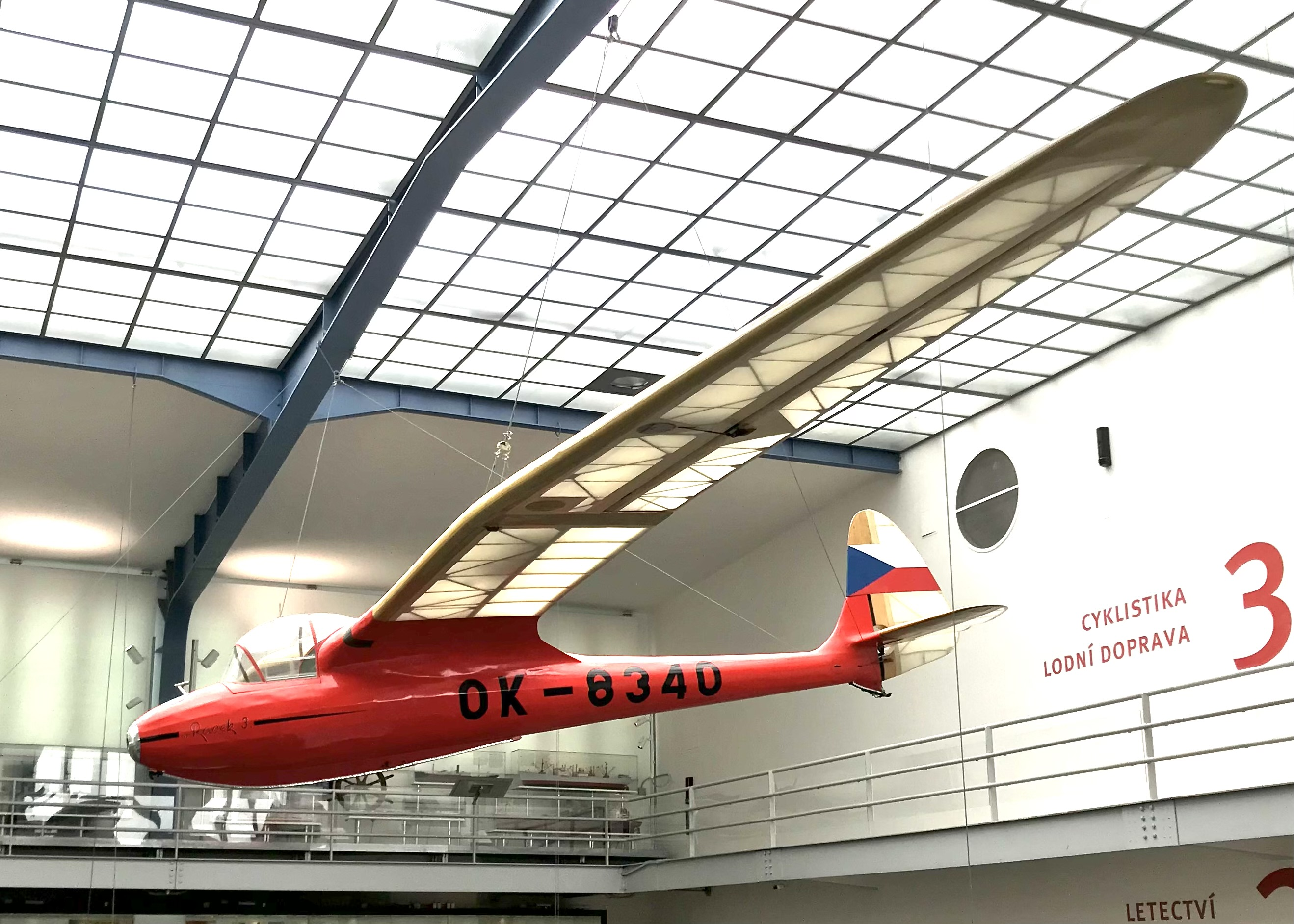
Kluzák Racek 3 ve sbírkách Národního technického muzea

Racek 3 byl československý kluzák amatérské konstrukce z 30. let 20. století. Vyznačoval se dobrými letovými vlastnostmi, pokročilou konstrukcí a charakteristickým vzhledem. Jeho jediný vyrobený kus je dnes ve sbírkách Národního technického muzea.

## Historie a původ
Na konstrukci větroně, která začala vznikat již v roce 1934 společně spolupracovali František Štrupl a František Kantor, který letoun také sám stavěl. Později se do stavby kluzáku zapojil i Karel Kuklík.

## Konstrukce
Větroň přistával na lyži zhotovené z jasanového dřeva, která byla odpružena gumovými špalíky. Trup s oválným průřezem a potahem z překližky byl natřen červenou barvou, díky které si letadlo vysloužilo přezdívku „Mrkev“. Za kabinou, která byla zakryta průhledným, vypouklým překrytem z plexiskla, se na horní část trupu napojovala do M lomená, dvounosníková, dělená křídla s profilem Göttingen 527.

## Historie provozu

### Dokončení a první let
Racek 3 byl dokončen a zalétán 29. října 1937 na letišti ve Kbelích, některé zdroje však uvádí datum prvního letu již v roce 1935. Pilotem byl Slávek Rodovský, který s větroněm provedl zdařilé zalétávací aerovleky. Jako vlečný letoun byl použit vojenský dvouplošník Aero Ab-111. Racek vykazoval dobré letové vlastnosti jak ve vleku, tak během samostatného letu. Ihned po zalétání byl tak schválen k provozu.

### Racek před válkou
Po úspěšném zalétání byl kluzák převezen na letiště Raná u Loun, kde svými déletrvajícími lety prokázal dobré letové vlastnosti ve svahu. V červnu 1938 se uskutečnila na Rané plachtařská soutěž, ve které byl však větroň těžce poškozen, když se pilot během nízké zatáčky zachytil křídlem o strom. Racek byl tak převezen na opravu, která se však protáhla.

### Přerušení provozu a převoz do muzea
Po okupaci Československa nacistickým Německem měli českoslovenští piloti zákaz létání. Racek byl tak znovu zalétán a veřejně představen až po válce, na leteckém dni na letišti Točná, který se konal 25. května 1947. Až do roku 1948 pak létal na letišti Raná. Poslední let proběhl pravděpodobně 19. 7. téhož roku, kdy s ním pilot Karel Kuklík více než hodinu plachtil v termice. Po únorovém převratu nařídili komunisté kluzák zlikvidovat. František Kantor ho tak raději v lednu 1951 věnoval Národnímu technickému muzeu v Praze, kde je pod imatrikulací OK-8340 umístěn dodnes.

## Technické údaje
- Rozpětí: 15,2 m
- Délka: 6,3 m
- Výška: 1,1 m
- Nosná plocha křídel: 14 m²
- Prázdná hmotnost: 210 kg
- Maximální vzletová hmotnost: 295 kg
- Minimální rychlost letu: 60 km/h
- Počet míst: 1
- Vyrobeno kusů: 1[2]